# Hymedesmia unguifera
Hymedesmia unguifera är en svampdjursart som beskrevs av Burton 1929. Hymedesmia unguifera ingår i släktet Hymedesmia och familjen Hymedesmiidae. Inga underarter finns listade i Catalogue of Life.